# Mansarda

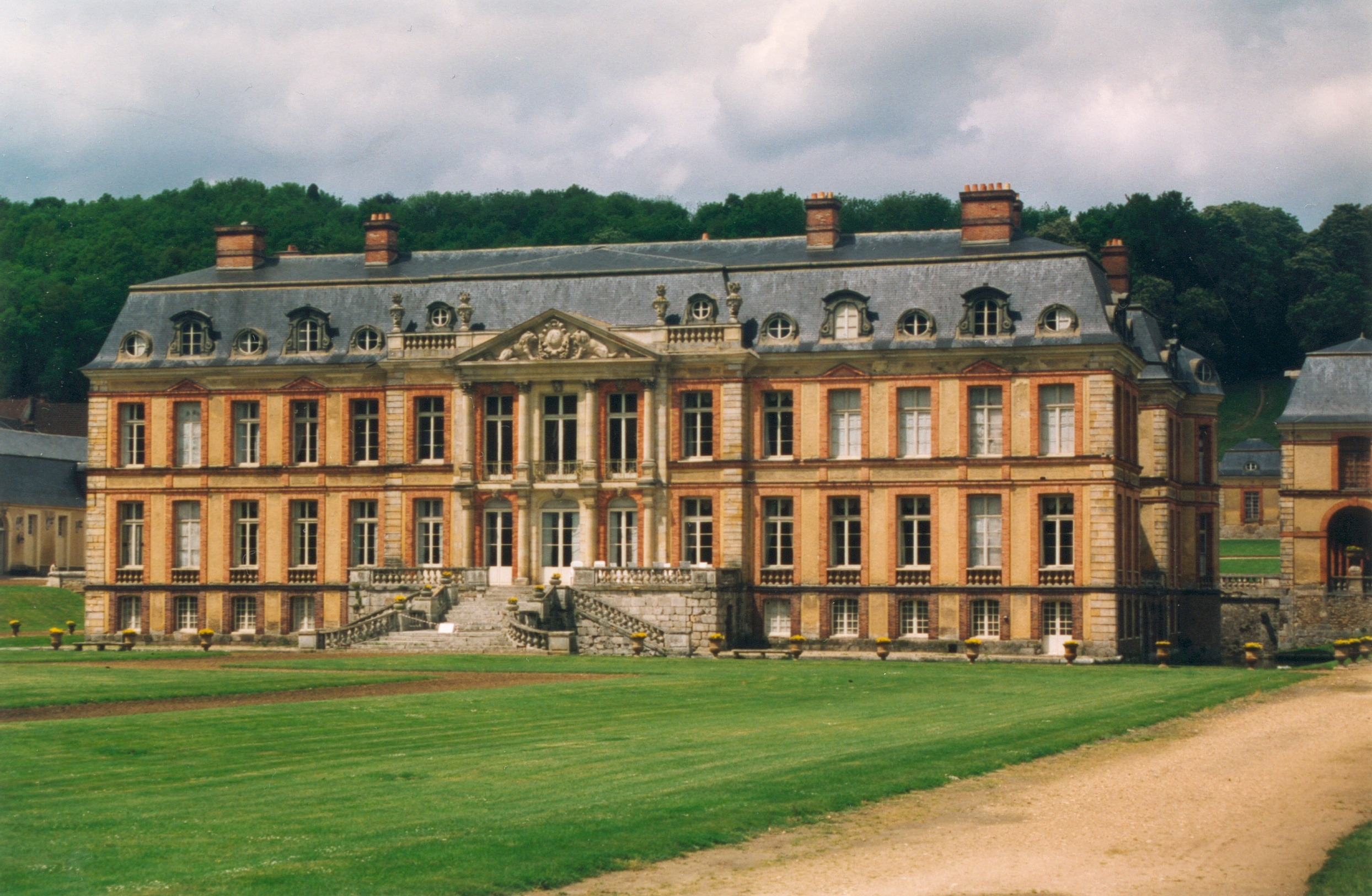
Imagen del palacio de Dampierre en Yvelines con su tejado en forma de mansarda, obra de Jules Hardouin-Mansart, sobrino nieto de François Mansart

Una mansarda (también llamada tejado francés) es una cubierta con vertientes quebradas, en la que la parte inferior es más empinada que la superior, estando unidas las dos vertientes por una arista en limatesa.  De forma más general, es un tejado gambrel a cuatro aguas, que a menudo dispone de ventanas abuhardilladas. La pendiente empinada del techo y las ventanas permiten habilitar el espacio dispuesto bajo la cubierta como vivienda (lo que en francés se denomina chambre de bonne) y a su vez facilitaron en algunos casos añadir un piso habitable adicional en edificios con un número máximo de alturas normativamente prefijado.

## Origen del nombre

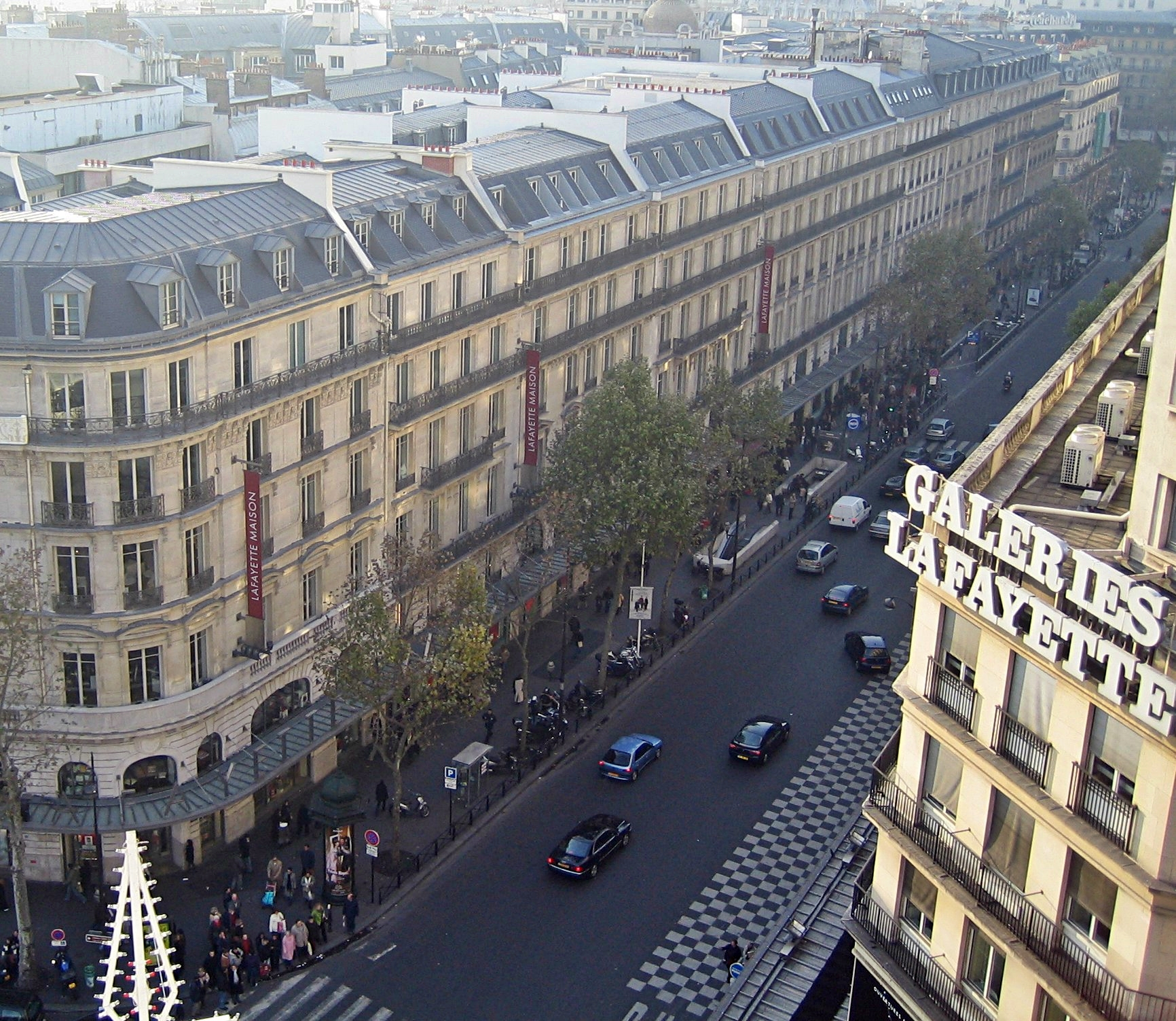
Mansardas a lo largo del bulevar Haussmann de París, construidas durante el Segundo Imperio francés

Su nombre proviene del francés mansarde, que a su vez se debe al arquitecto parisino François Mansart (1598-1666), quien la popularizó en Francia. Su sobrino nieto, Jules Hardouin Mansart, prestigió esta especie de altillo al utilizarlo en el Palacio de Versalles.
Curiosamente, su invención se atribuye indebidamente a François Mansart, dado que el ejemplo más antiguo conocido de techo abuhardillado con dos pendientes corresponde al arquitecto Pierre Lescot, quien dispuso este tipo de cubierta en una parte del Museo del Louvre, construida alrededor de 1550. Sin embargo, sí es cierto que este diseño de techo fue popularizado a principios del siglo XVII por el propio François Mansart, un consumado arquitecto del período barroco francés.
Se puso especialmente de moda en el Segundo Imperio francés (1852-1870), durante la época de Napoleón III. El término mansarda en Europa (Francia, Alemania, España y otros lugares) también significa el ático o el espacio de la buhardilla en sí, y no solo designa la forma del tejado, y se usa a menudo para referirse a un techo abuhardillado.
En español, su primera aparición en la RAE data de 1927, en el Diccionario manual e ilustrado de la lengua española.
La denominación techo francés se utiliza a menudo como sinónimo de mansarda, pero también se define como una variante americana de este tipo de cubierta, con las pendientes inferiores casi verticales y con una longitud mucho mayor que las pendientes de la parte superior.
En Francia y Alemania no se hace distinción entre mansardas y gambreles, y a ambos se les llama "mansards". En francés, "mansarde" sirve para denominar al estilo del tejado, o también para referirse al espacio habitable (chambre de bonne) inmediatamente situado bajo la cubierta.

## Características
|  |
|  |

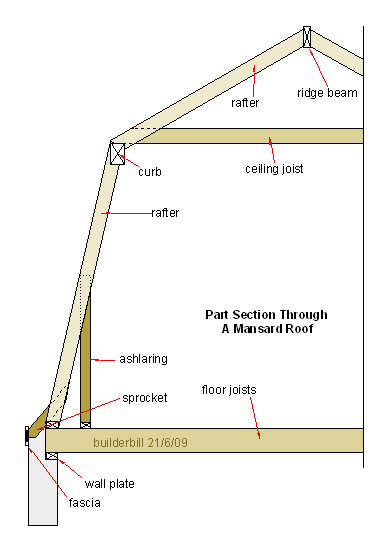
Diagrama de la sección transversal de una mansarda con estructura de madera (cada una de sus cuatro caras tiene un perfil) semejante

El recubrimiento de los edificios mediante tejados inclinados genera un espacio, por lo general aprovechable, entre la propia cubierta y el piso superior de los que conforman la fachada. La mansarda tiene como misión elevar la altura útil del espacio disponible bajo la cubierta, permitiendo a su vez abrir el desván al exterior disponiendo ventanas verticales en los faldones de la cubierta. Para ello, es preciso practicar un hueco en el tejado, que se techa con otro pequeño tejado a dos aguas cuyo caballete se sitúa perpendicular al faldón y al centro de la ventana y por encima de esta.
Las mansardas típicas se encuentran recubiertas de tejas (muchas veces en forma de escama) elaboradas con pizarra o con chapas de zinc artísticamente troqueladas.
Dos de las características distintivas del techo amansardado (lados empinados y doble pendiente) llevan a veces a confundirlo con otros tipos de cubierta. Dado que la pendiente superior de un tejado abuhardillado rara vez es visible desde la calle, un tejado a un agua convencional con lados pronunciados se puede identificar erróneamente como un tejado abuhardillado. El estilo de techo gambrel, que se ve comúnmente en cobertizos en América del Norte, presenta una configuración similar a la mansarda. Tanto las mansardas como los gambreles se incluyen en la clasificación general de "tejados con limatesas" (formadas en la unión de las dos pendientes consecutivas).

Desde el punto de vista constructivo, la mansarda es un tejado a cuatro aguas con una limatesa intermedia, con pendiente hacia todos los costados del edificio. La limatesa intermedia se sitúa sobre una viga de madera horizontal, colocada directamente debajo de la intersección de las dos superficies del tejado.

## Ventajas

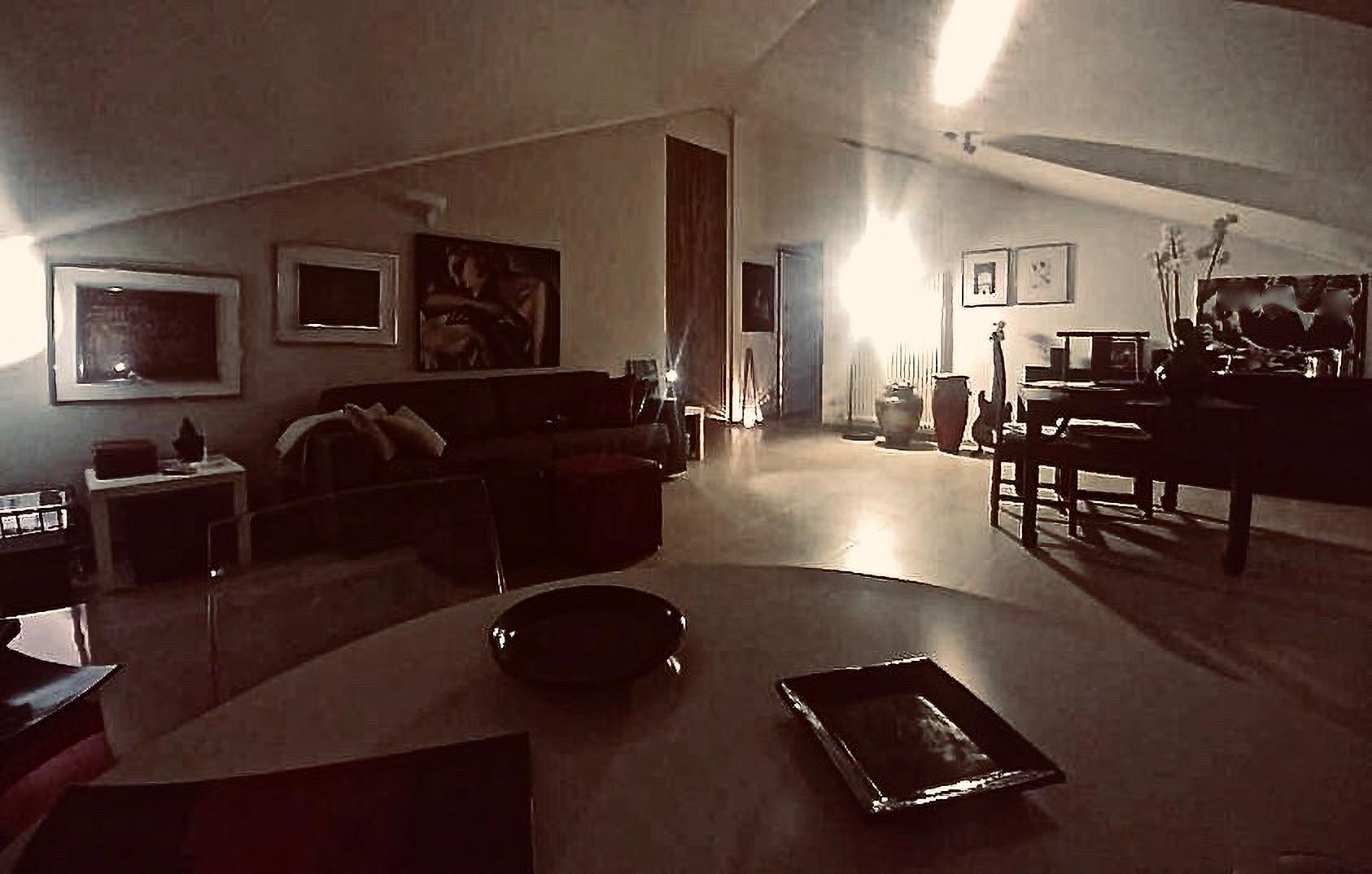
Interior de una habitación abuhardillada en Sanremo (Italia)

La configuración de la mansarda aprovecha al máximo el espacio interior del desván y ofrece una manera sencilla de agregar uno o más pisos a un edificio existente (o nuevo) sin requerir necesariamente realizar obras de mampostería. A menudo, el potencial decorativo de la buhardilla se explota mediante el uso de curvaturas convexas o cóncavas, a lo que se puede sumar la incorporación de ventanas abuardilladas en ocasiones provistas de marcos muy elaborados.
Una explicación que se da con frecuencia para la popularidad del estilo mansarda es que sirvió como método para reducir los impuestos a los que estaban sujetos los edificios. Un ejemplo de esta afirmación figura en el libro de 1914 "How to Make a Country Place" (Cómo hacer una Casa en el Campo): "Se dice que Monsieur Mansard eludió ese impuesto sin sentido sobre las ventanas en Francia, ideando el techo con ventanas que lleva su nombre". Sin embargo, este extremo es improbable en muchos aspectos: Mansart no tenía que preocuparse hasta ese punto por el dinero de sus ricos clientes, y si bien existía un impuesto sobre las ventanas en Francia, fue promulgado en 1798, 132 años después de la muerte de Mansart, y además no eximía a las ventanas abuhardilladas.
Textos posteriores sugieren que los edificios franceses o estadounidenses estaban sujetos a impuestos según su altura (o número de pisos) hasta la base del tejado, o que se utilizaron buhardillas para eludir determinadas restricciones de la normativa urbanística. Esta última explicación parece ser la más verosímil: una ley vigente en París desde 1783, restringía la altura de los edificios a 20 metros (65 pies). La altura se medía hasta la línea de la cornisa, lo que hacía que cualquier espacio habitable contenido en un techo abuhardillado quedara exento de esta restricción. Una revisión de la ley de 1902 permitía construir tres o incluso cuatro pisos dentro de dicho techo.

## Historia y uso

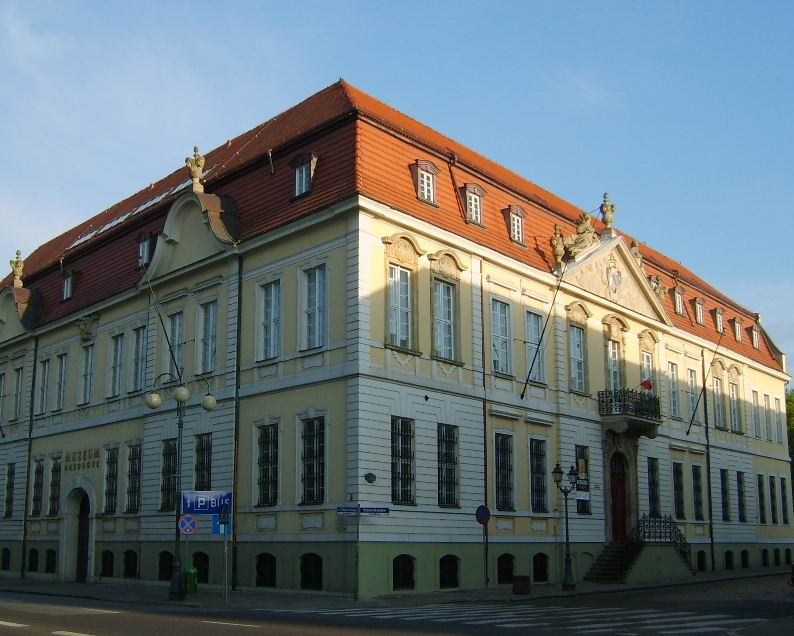
La Casa de los Terratenientes en Szczecin, Polonia

### Orígenes
La invención de las buhardillas dotadas con un tejado de dos pendientes data de la década de 1550, cuando fueron ideadas por el arquitecto Pierre Lescot para la cubierta de algunos de los edificios del Museo del Louvre que proyectó. Sin embargo, el estilo fue popularizado en Francia por el arquitecto François Mansart (1598-1666). Pese a no ser el inventor del estilo, su uso extenso y destacado en sus diseños generó el término mansarda, dando lugar a una atribución incorrecta. La tradición del diseño fue continuada por numerosos arquitectos, incluido su sobrino nieto Jules Hardouin-Mansart (1646-1708), responsable de palacio de Dampierre en Dampierre-en-Yvelines.

### Segundo Imperio
El techo abuhardillado volvió a ser popular cuando se acometieron las transformaciones de París durante el Segundo Imperio a partir de la década de 1850, en un movimiento arquitectónico conocido por esta circunstancia como Estilo Segundo Imperio.
La influencia estilística de la arquitectura del Segundo Imperio se extendió por todo el mundo y se adoptó con frecuencia en grandes estructuras cívicas, como edificios de administración gubernamental y ayuntamientos, así como en hoteles y estaciones de ferrocarril. En Estados Unidos y Canadá, y especialmente en Nueva Inglaterra, se extendió a residencias y mansiones familiares, a menudo combinado con elementos neogóticos o de carácter italianizante. Una torre con techo abuhardillado se convirtió en un elemento popular incorporado en muchos diseños, como el Edificio Principal del Vassar College, en Poughkeepsie, Nueva York, que dispone de una gran estructura con techo abuhardillado y dos torres.

### sigloXX

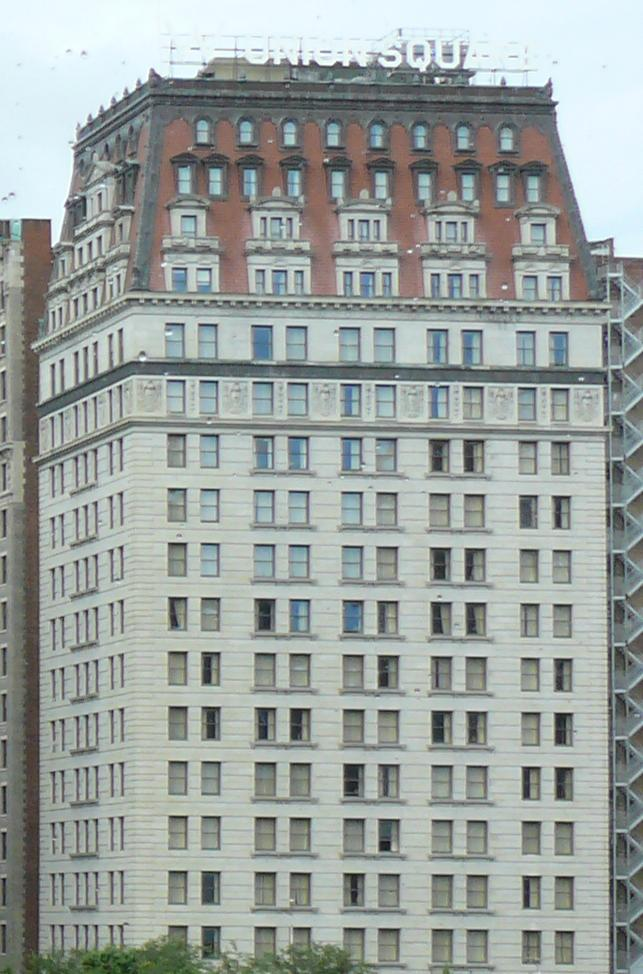
El edificio Germania Life Insurance Company (W Union Square, Nueva York). Construido en 1911, cuenta con un techo abuhardillado de cuatro plantas

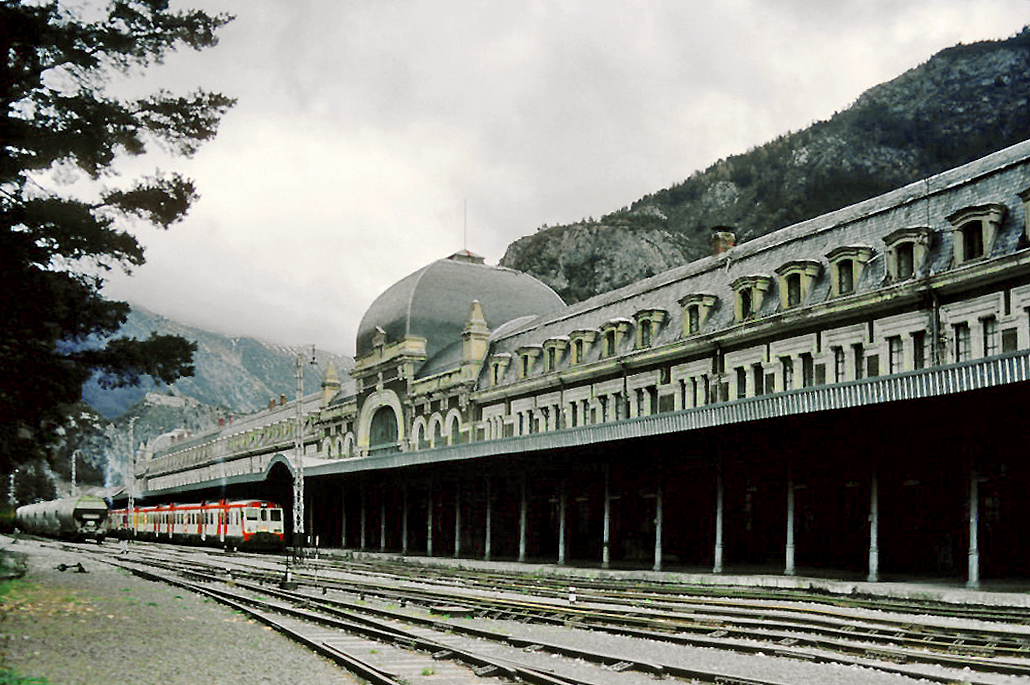
Tejado en mansarda de la Estación de Canfranc (España), inaugurada en 1928 (fotografía de 1993)

La Ley de Zonificación de 1916, promulgada por la ciudad de Nueva York, promovió el uso de techos abuhardillados. Las nuevas normas impusieron la adopción de retranqueos entre los edificios altos, que favorecieron el diseño de áticos.
En las décadas de 1960 y 1970, una forma modernizada de techo abuhardillado, a veces con ventanas profundas y estrechas, se hizo popular tanto para la arquitectura residencial como para la comercial en numerosas áreas de los Estados Unidos. En muchos casos, no eran verdaderos tejados abuhardillados, sino que se trataba de un ático plano en la parte superior, de manera que la fachada inclinada proporcionaba una forma de ocultar de la vista los equipos de calefacción, ventilación y aire acondicionado. El estilo surgió del interés de la arquitectura posmoderna por los elementos estilísticos del diseño ecléctico francés, popular en las décadas de 1930 y 1940. En las viviendas también ofrecía una forma de disponer de una planta superior adicional, a pesar de las restricciones de altura.

En Estados Unidos, las casas con mansarda a veces se describían como provenzales francesas. El arquitecto John Elgin Woolf popularizó el uso de buhardillas en el área de Los Ángeles, siendo sus casas conocidas con la denominación Hollywood Regency.

## Galería

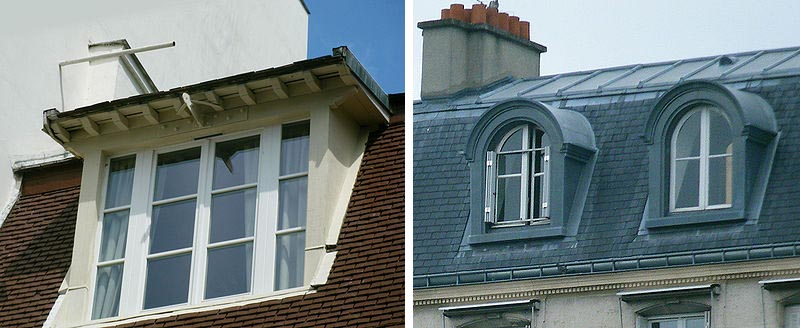
Mansardas en París
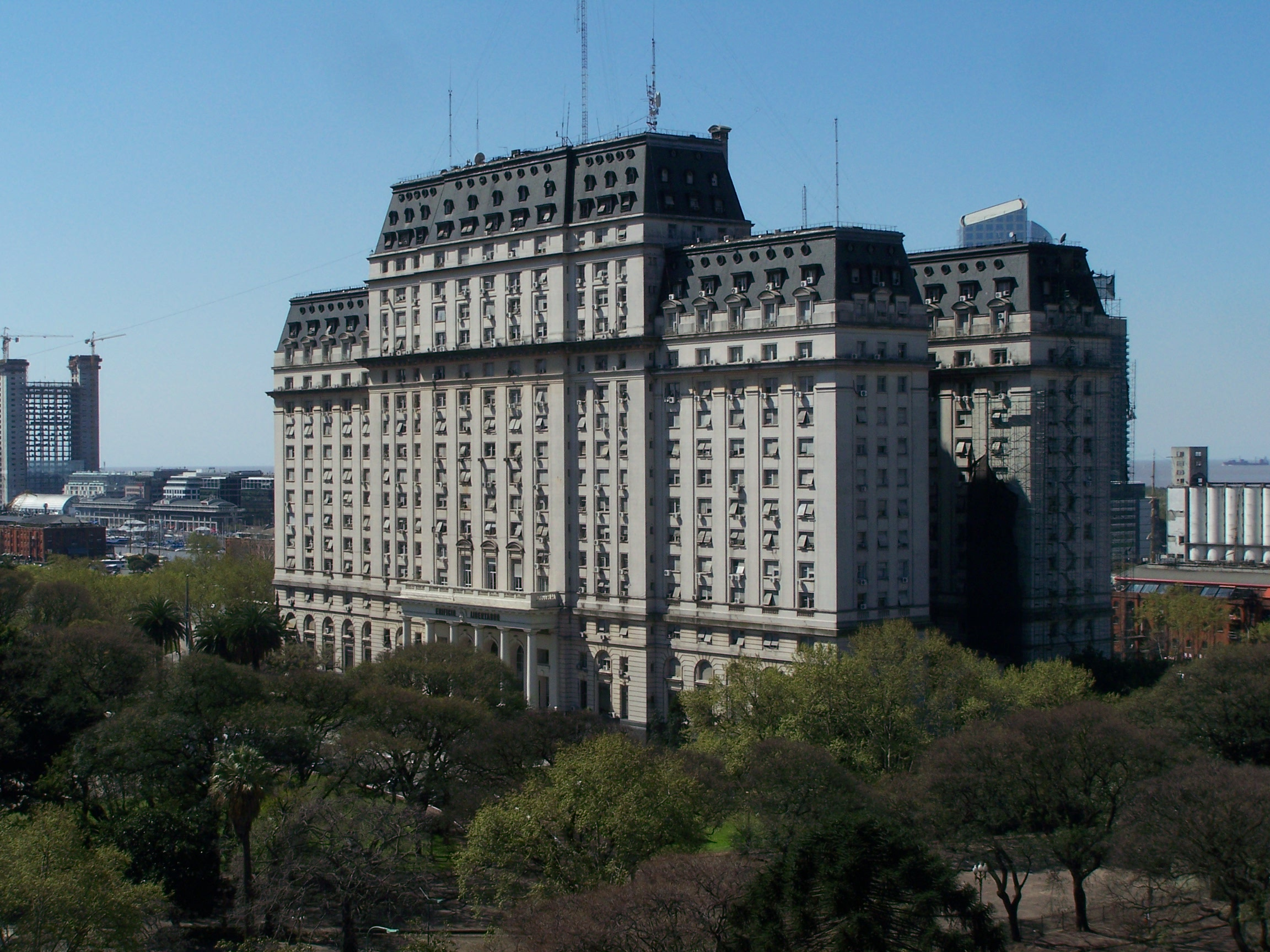
Edificio Libertador, Buenos Aires (Argentina)
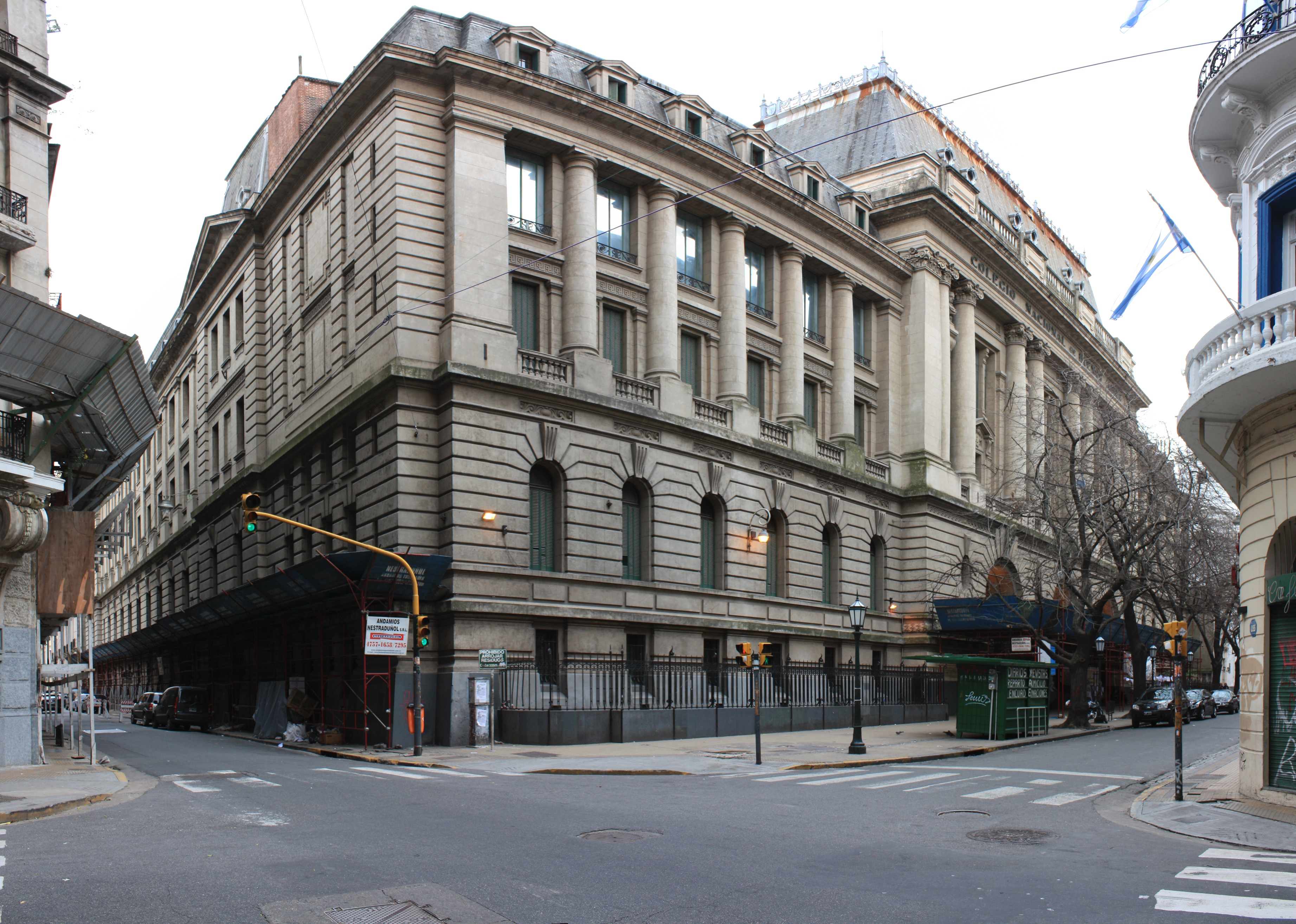
Techo a la mansarda del Colegio Nacional de Buenos Aires
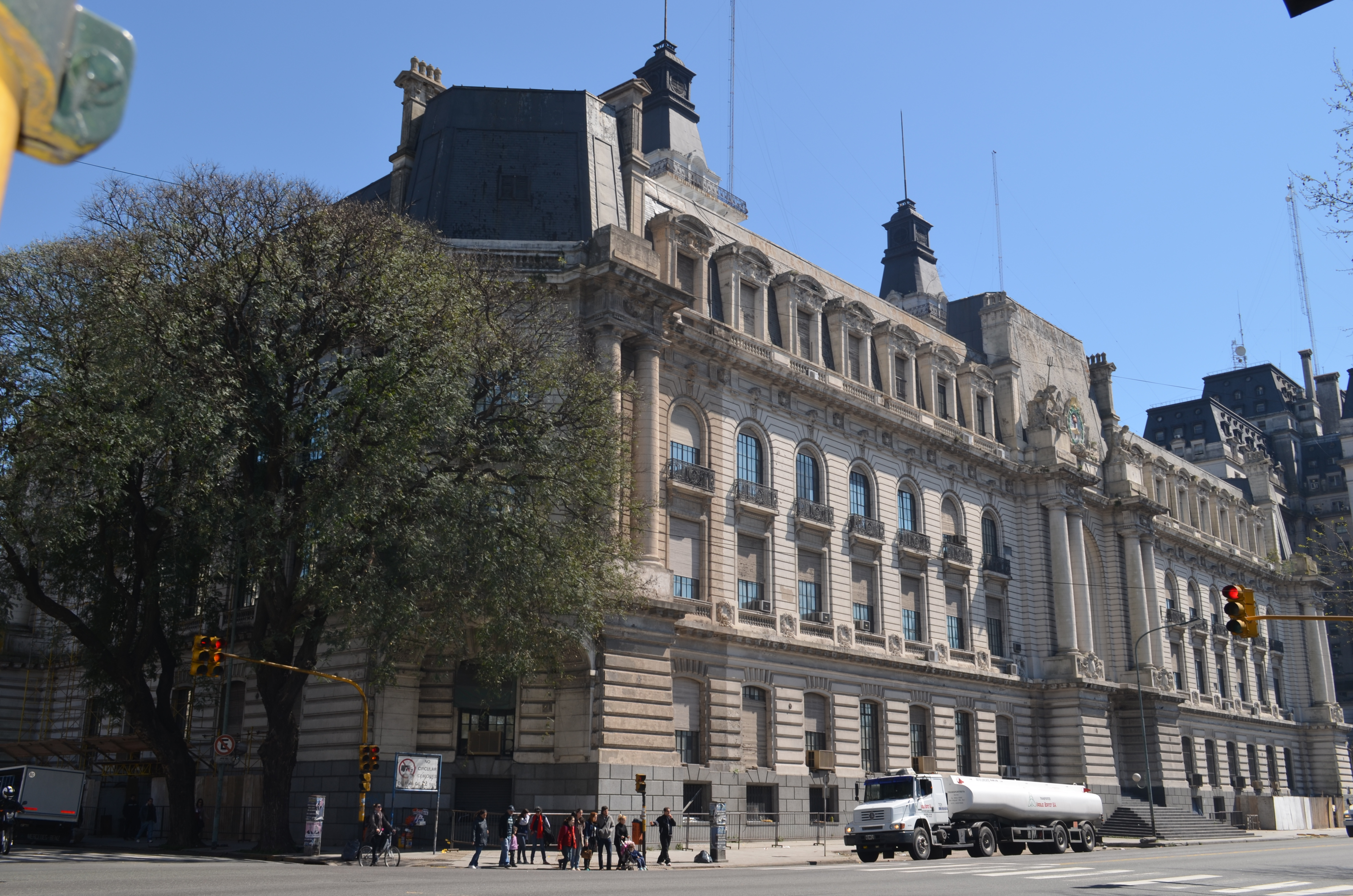
Mansarda de la Aduana de Buenos Aires